# تازه‌کند (حومه)
تازه‌کند یکی از روستاهای استان آذربایجان شرقی است که در دهستان حومه بخش مرکزی شهرستان سرآب واقع شده‌است.

## موقعیت
این روستا در ۱۲ کیلومتری سرآب است.